# Primus (Unternehmen)

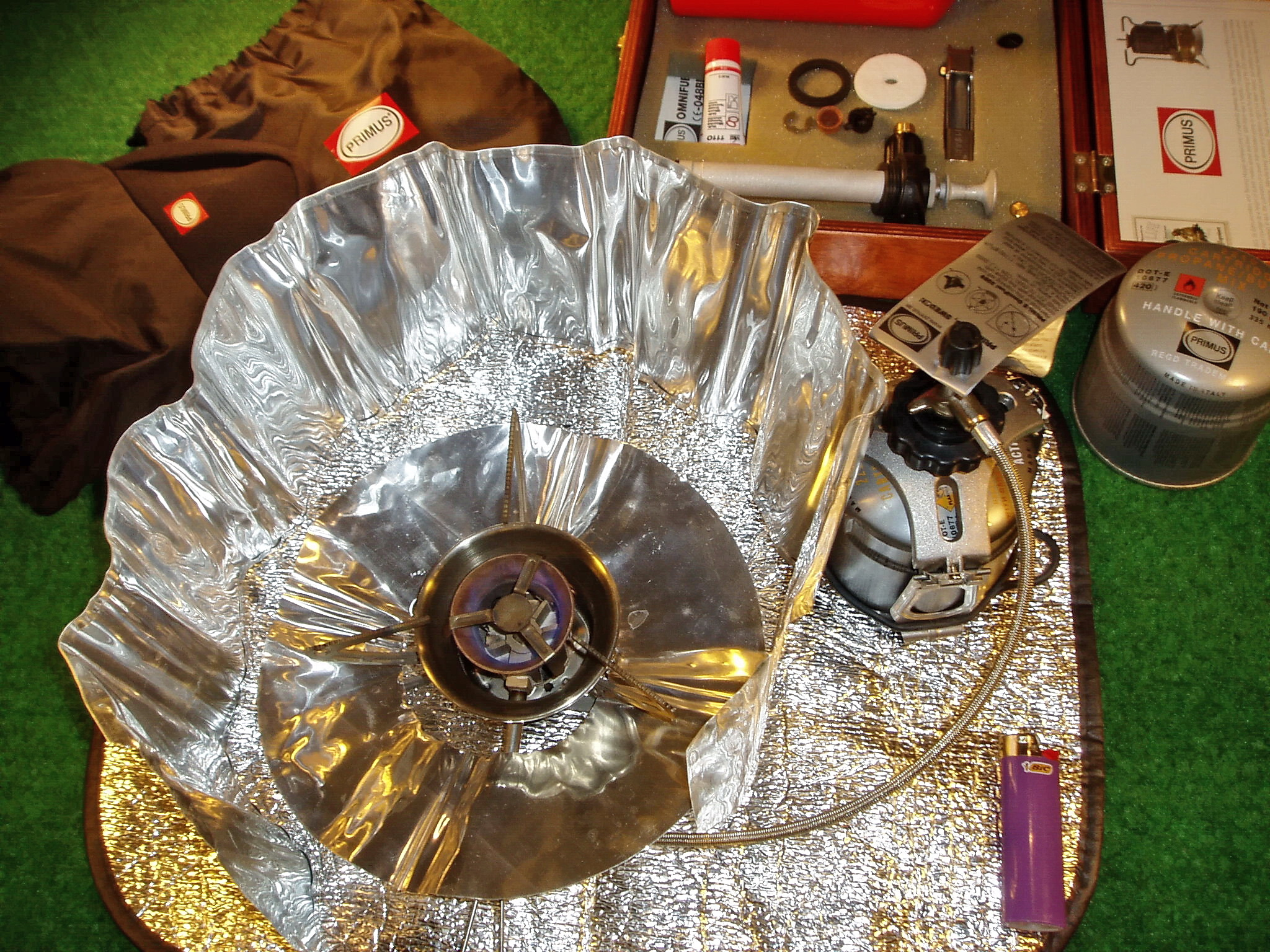
Primus Gaskocher

Die schwedische Marke Primus ist ein Hersteller von tragbaren Kochern für Camping, Outdoor-Aktivitäten und Expeditionen.  

## Unternehmen
Gegründet wurde das Unternehmen 1892 von Frans Wilhelm Lindqvist und Johan Viktor Svenson. In einer Garage in Stockholm bauten sie damals den ersten rußfreien Kerosinkocher und nannten ihn deshalb Primus (lateinisch für „der Erste“). Die schwedische Traditionsmarke gehört heute zum schwedischen Konzern Fenix Outdoor AB (Fjällräven, Hanwag, Brunton, Tierra, Naturkompaniet, Partioaitta, Globetrotter Ausrüstung) und hat seinen Unternehmenssitz im Stockholmer Vorort Solna. Primus vertreibt seine Produkte in über 70 Ländern weltweit.

## Pioniere
Salomon August Andrée kochte 1897 beim Versuch, mit einem Heißluftballon den Nordpol zu erreichen, auf Primus, ebenso wie Fridtjof Nansen bei seinem Versuch. Auch Roald Amundsen hatte 1911, als er als erster Mensch den Südpol erreichte, Primus-Kocher im Gepäck – ebenso wie sein Gegenspieler Robert Falcon Scott. 1953 vertrauten Edmund Hillary und Tenzing Norgay bei der Erstbesteigung des Mount Everest auf Primus-Kocher.

## Produkte
Der Name Primus wird oft mit Kochern in Verbindung gebracht. In Russland geht das so weit, dass der Gattungsbegriff für tragbare Kocher, egal welchen Fabrikats, „Primus“ lautet. Der Vielstoffkocher OmniFuel hat ebenfalls einen Bezug zum Mount Everest: Für eine Expedition des Schweden Göran Kropp 1996 entwickelte Primus den ersten Kocher, der sowohl Gas, Benzin als auch Petroleum verbrannte. 1997 kam dieser Kocher als Modell MultiFuel auf den Markt. Vier Jahre später präsentierte Primus den damals vielseitigsten Kocher der Welt: der noch immer erhältliche OmniFuel verbrennt sogar Dieselkraftstoff. Einen weiteren technologischen Fortschritt schaffte Primus 2006 mit der Einführung der Eta-Kochersysteme. Diese Systeme, bestehend aus Brenner, Windschutz und Topf mit Wärmetauscher, erreichen einen Wirkungsgrad von bis zu 80 % anstatt der 40 bis 45 % herkömmlicher Kocher. Darauf baute Primus eine ganze Eta-Serie auf und definierte das Total Weight Concept: Statt Gewicht beim Kocher zu sparen, spart man am wesentlich schwereren – und zudem fossilen – Brennstoff.
Heute stellt Primus sowohl Kocher für Gas (Isobutan-Propan-Gemisch aus Kartuschen), als auch für flüssige Treibstoffe (Benzin, Petroleum, Kerosin und Diesel) her. Primus fertigt aber nicht nur expeditionstaugliche Modelle, sondern auch Campingkocher. Außerdem gehören Gaslampen und -laternen, Besteck-Sets, Topfsets und ähnliches Kochzubehör zum Sortiment von Primus.